# ستيفن جون سوتون
ستيفن جون سوتون (بالإنجليزية: Stephen John Sutton)‏ هو مهرب مخدرات أسترالي، ولد في 1964.